# مخطط الأغاني الأكثر استماعا
مخطط الأغاني الأكثر استماعا هو مخطط أسبوعي يصدر بواسطة بيلبورد ويصنف كل أسبوع أفضل الأغاني الإذاعية استماعاً حسب الطلب على خدمات الموسيقى الرائدة عبر الإنترنت في الولايات المتحدة. يمثل المخطط أحد العناصر الثلاثة، جنبًا إلى جنب مع البث (بث هوت 100) والمبيعات (مخطط مبيعات الأغاني الرقمية وتصنيفات بيلبورد)، التي تحدد مواقع الأغاني على مخطط بيلبورد هوت 100، والذي يصنف الأغاني الأكثر شعبية في الولايات المتحدة الأمريكية.
قال مدير تحرير بيلبورد، بيل ويردي، إن نجاح «هارلم شيك» دفعهم إلى سن سياسة الرسم البياني بعد عامين من المناقشات مع يوتيوب. أول تصدر في تاريخ المخطط كان من نصيب أغنية " Thrift Shop " بواسطة ماكليمور وريان لويس والتي ظهر فيها Wanz في 19 يناير 2013.